# Kanban (desenvolupament)
Kanban (japonès:看板

Un tauler Kanban

, que significa cartell o cartellera) és un mètode senzill per gestionar i millorar el treball entre els sistemes humans. Aquest enfocament pretén gestionar el treball equilibrant les demandes amb la capacitat disponible i millorant la gestió dels colls d'ampolla a nivell del sistema.
Els elements de treball es visualitzen per oferir als participants una visió del progrés i del procés, des del principi fins al final, normalment mitjançant un tauler kanban. El treball es retira a mesura que la capacitat ho permet, en lloc d'entrar en el procés quan se sol·licita.
En el treball del coneixement i en el desenvolupament de programari, l'objectiu és proporcionar un sistema visual de gestió de processos que ajudi a la presa de decisions sobre què, quan i quant produir. El mètode kanban subjacent es va originar en la manufactura magra, que es va inspirar en el sistema de producció de Toyota. Té el seu origen a finals dels anys 40 quan l'empresa d'automoció Toyota va implantar un sistema de producció anomenat just-in-time, que tenia l'objectiu de produir segons la demanda dels clients i identificar possibles mancances de material dins de la línia de producció. Però va ser un equip de Corbis qui es va adonar de com aquest mètode ideat per Toyota podia esdevenir un procés aplicable a qualsevol tipus de procés organitzatiu. Kanban s'utilitza habitualment en el desenvolupament de programari en combinació amb mètodes i marcs com Scrum.

## Taulers Kanban

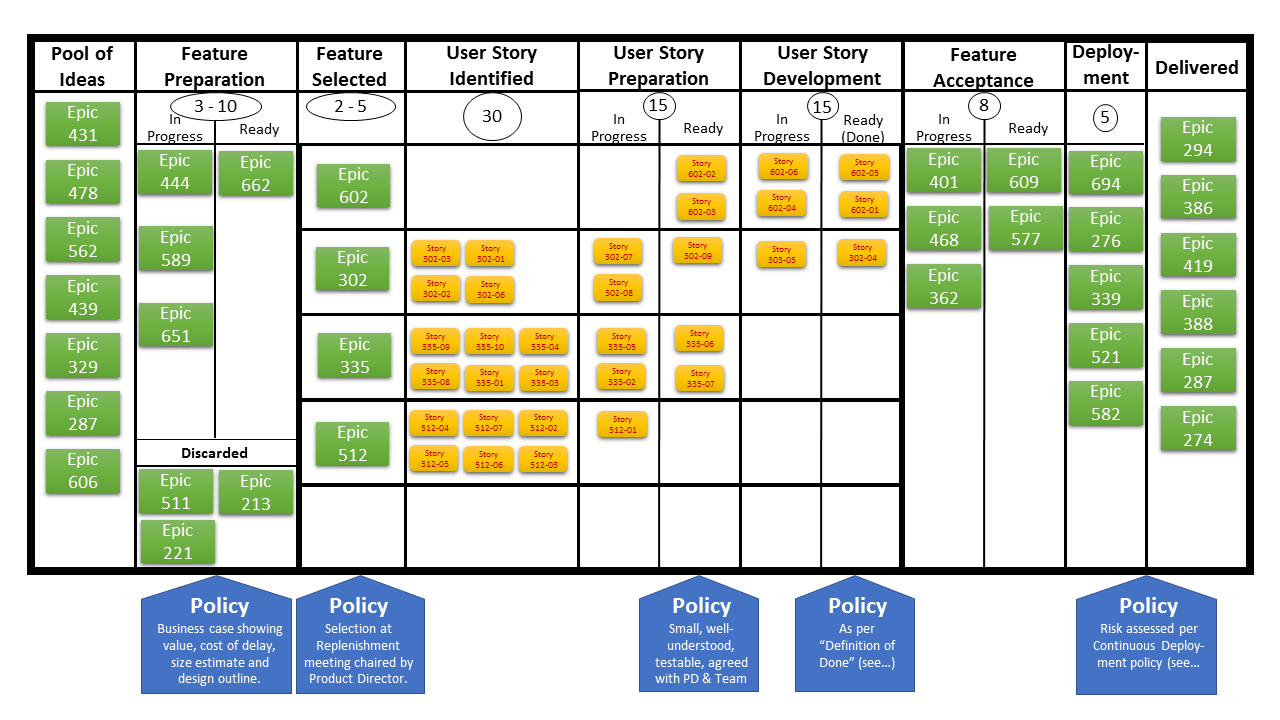

El diagrama aquí mostra un flux de treball de desenvolupament de programari en un tauler kanban.
Els taulers Kanban, dissenyats per al context en què s'utilitzen, varien considerablement i poden mostrar tipus d'elements de treball ("funcions" i " històries d'usuari " aquí), columnes que delineen activitats de flux de treball, polítiques explícites i carrils de bany (files que creuen diverses columnes, utilitzades per agrupar històries d'usuari per funció aquí). L'objectiu és que el flux de treball general i el progrés dels elements individuals siguin clars per als participants i les parts interessades.
Un tauler Kanban representa la definició del flux de treball del sistema i requereix els següents elements mínims:
- Una definició de les unitats de valor individuals que es mouen pel flux de treball. Aquestes unitats de valor s'anomenen elements de treball (o articles ).
- Una definició de quan s'inicien i acaben els elements de treball dins del flux de treball. El vostre flux de treball pot tenir més d'un punt iniciat o acabat en funció de l'element de treball.
- Un o més estats definits que els elements de treball flueixen des de l'inici fins al final. Qualsevol element de treball entre un punt iniciat i un punt acabat es considera treball en curs (WIP).
- Una definició de com es controlarà el WIP des del principi fins al final.
- Polítiques explícites sobre com poden fluir els elements de treball a través de cada estat des de l'inici fins al final.
- Una expectativa de nivell de servei (SLE), que és una previsió de quant de temps hauria de trigar un element de treball a fluir des del començament fins al final.

## Pràctiques Kanban
Les pràctiques de Kanban tal com es descriuen a la Guia de Kanban són
- Definició i visualització d'un flux de treball
- Gestió activa d'elements en un flux de treball
- Millora d'un flux de treball

Kanban és una estratègia que pretén seguir-les per crear sistemes eficients, efectius i previsibles.
El mètode Kanban és una extrapolació especialitzada i detallada de Kanban. Tal com es descriu als llibres sobre el mètode Kanban per al desenvolupament de programari, les dues pràctiques principals del mètode Kanban són visualitzar el treball i limitar el treball en curs (WIP). Quatre pràctiques generals addicionals de The Kanban Method enumerades a Essential Kanban Condensed són fer les polítiques explícites, gestionar el flux, implementar bucles de retroalimentació i millorar de manera col·laborativa.
El tauler kanban del diagrama anterior destaca les tres primeres pràctiques generals del mètode Kanban.
- Visualitza el treball de l'equip de desenvolupament (les característiques i històries d'usuari).
- Captura els límits de WIP per als passos de desenvolupament: els valors encerclats sota els encapçalaments de les columnes que limiten el nombre d'elements de treball d'aquest pas.
- Documenta les polítiques, també conegudes com a regles fetes, dins de rectangles blaus sota alguns dels passos de desenvolupament.
- També mostra una mica de gestió de flux kanban per als passos de "preparació de la història d'usuari", "desenvolupament de la història d'usuari" i "acceptació de funcions", que tenen subcolumnes "en curs" i "preparat". El límit WIP de cada pas s'aplica a les dues subcolumnes, evitant que els elements de treball aclaparan el flux d'entrada o sortida d'aquests passos.